# Malinalco
Malinalco (del tlahuica: Ñumxu) es una población mexicana del estado de México, es cabecera del municipio del mismo nombre ubicado al sur de la ciudad de Toluca de Lerdo y a 52 km de la ciudad de Cuernavaca. En términos de tiempo de trayecto se encuentra a una hora de la Ciudad de México a partir de la caseta México - Toluca vía La Marquesa. Este municipio es además un pueblo mágico del Estado de México.
Fue primero un asentamiento importante del pueblo matlazinca, dominado posteriormente por los mexica. Es uno de los municipios más pequeños de México y su cabecera municipal lleva el mismo nombre.
En la historia de México, su importancia y su fama se deben a que en él se ubican dos centros de interés histórico religioso: primero, porque en su cabecera se encuentra un singular santuario mexica labrado en la piedra del cerro, y que es un ejemplo espectacular de la arquitectura ritual mexicana de Chalma.
Actualmente funge como un asentamiento humano dedicado a la agricultura y el turismo, por su clima tropical y sus monumentos históricos es una localidad que atrae visitantes todo el año, pero también arriban al lugar personas que tienen casas de descanso durante los fines de semana.

## Toponimia

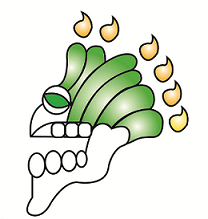
Glifo de Malinalco.

El nombre de Malinalco deriva del sustantivo náhuatl Malinalli, que denomina a una planta típica de la antigua región del Telcaxtepec. A su vez, el actual nombre Malinalco hace referencia a la mujer que hace varios siglos llegó a establecerse al cerro riscoso luego de ser abandonada por su hermano. Malinalxóchitl, por la cual este lugar tiene como significado “Flor del zacate del carbonero”.
En la región de Malinalco se puede encontrar esta planta la cual tiene una textura dura, áspera y fibrosa, cuando se utiliza esta planta de manera fresca, puede llegar a servir para la fabricación de sacos de carbón y las sogas que las aseguran. La planta Malinalli tiene antecedentes remotos, estos se encuentran relacionados con las prácticas rituales.

## Geografía
El valle de Malinalco limita al noroeste con la sierra de Ocuilan, al oeste se localiza un cordón montañoso conocido como la cumbre Matlalac que separa al valle de Malinalco con el valle de Tenancingo; en la pared de esta cumbre se construyó el cerro de los Ídolos. Al sur limita con el cerro Grande y otras formaciones montañosas.: 98 
Malinalco se encuentra a una altitud promedio de 1000 m s. n. m., el clima es subhúmedo cálido con lluvias abundantes (1200 - 1500 mm anuales). La temperatura anual promedio oscila entre 20 y 22 grados centígrados. Los suelos más comunes son del tipo Feosem háplico, asociado con Andool humillo y mólico, que se caracterizan por su poca impermeabilidad. La formación geológica se compone por rocas ígneas extrusivas como basalto, toba y brecha volcánica. En el sur del valle se extiende una formación caliza donde los agentes erosivos han ocasionado la formación de cuevas que sirvieron como refugio para grupos de cazadores recolectores. La vegetación es selva baja caducifolia en la planicie y bosque de pino-encino en la parte de la sierra. (“Historia General del Estado de México” 98): 98 

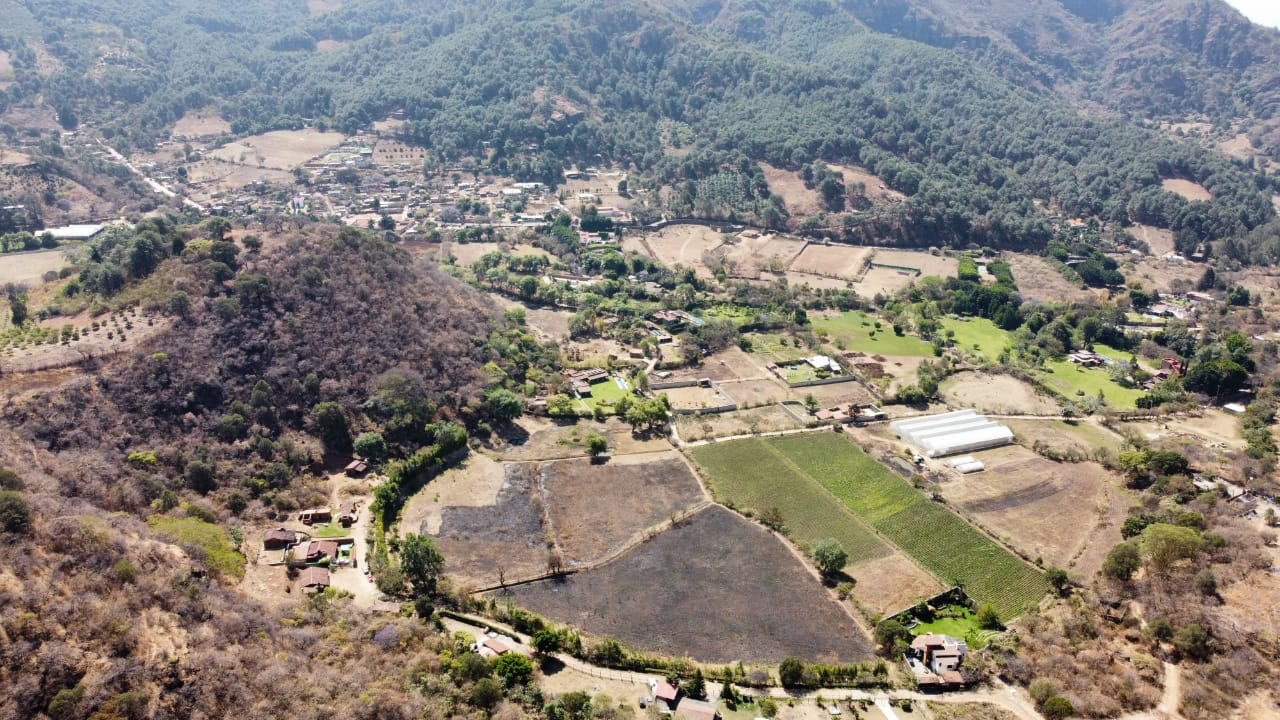
Vista panorámica de Malinalco, Estado de México.

La región de Malinalco es un espacio óptimo para la agricultura gracias a la abundancia de agua proveniente de los manantiales y ríos, así como de los suelos de origen aluvial ricos en materia orgánica.: 99 

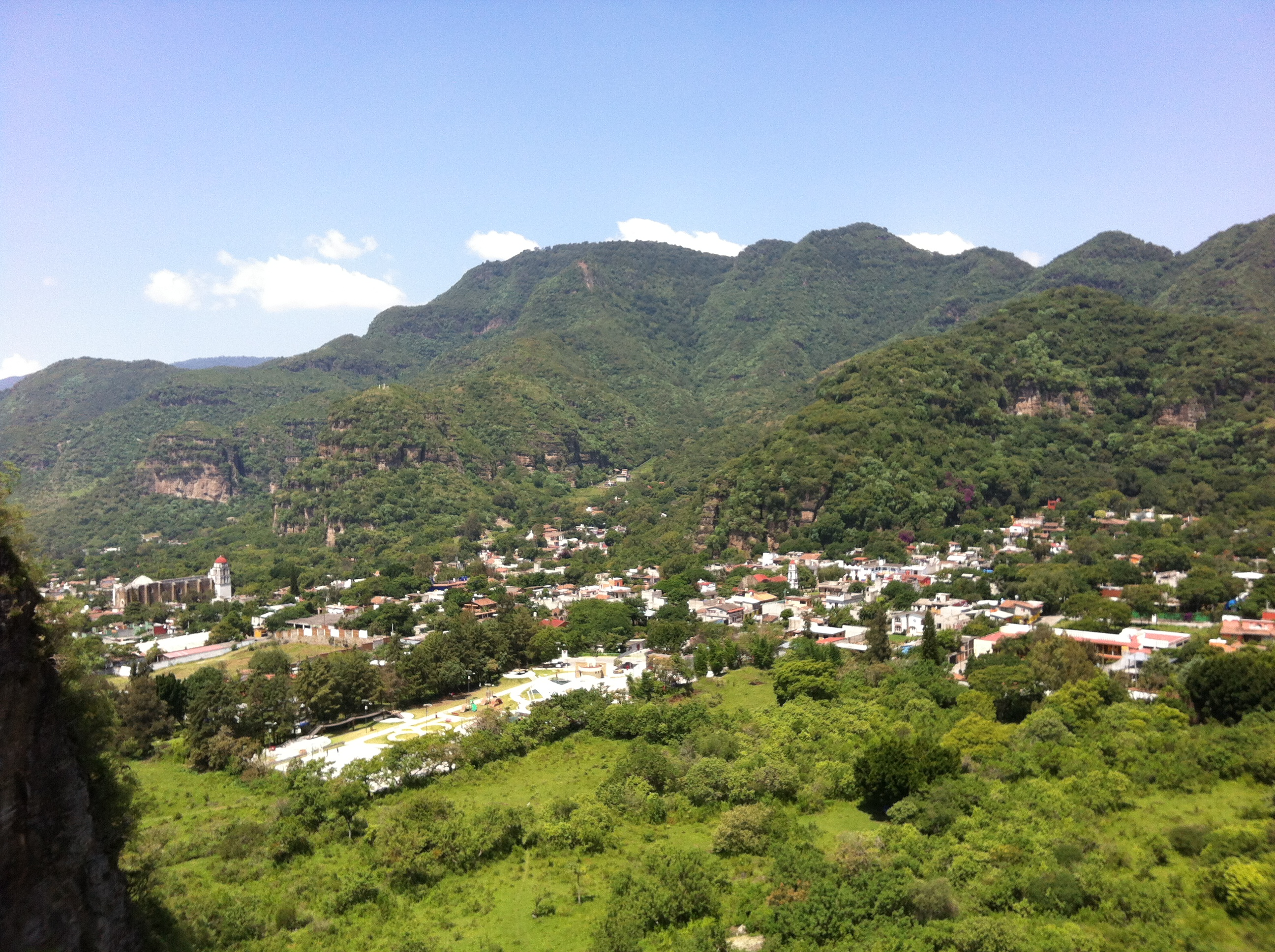
Vista panorámica del pueblo. Del lado izquierdo se distingue el ex-convento. La zona arqueológica se encuentra en la colina detrás del mismo.

Uno de los ríos más importantes es el río Chalma, el cual corre desde Ocuilan e irriga toda la parte sur del valle. El río de San Miguel o Malinalco también es uno de los más importantes el cual inicia su recorrido al pie de la cumbre Matlalac. El río Colapa corre desde el suroeste del valle y tiene un cauce mucho menor que los anteriores. Este río corre por un camino profundo por lo cual, solo con tecnología actual se puede extraer agua para fines agrícolas. Al sur del valle se encuentra un lugar conocido como la Unión de los ríos donde se unen los tres mencionados atravesando la sierra que divide el Estado de México con el valle de Morelos.: 101 : 102 

### Clima
| Parámetros climáticos promedio de Malinalco | Parámetros climáticos promedio de Malinalco | Parámetros climáticos promedio de Malinalco | Parámetros climáticos promedio de Malinalco | Parámetros climáticos promedio de Malinalco | Parámetros climáticos promedio de Malinalco | Parámetros climáticos promedio de Malinalco | Parámetros climáticos promedio de Malinalco | Parámetros climáticos promedio de Malinalco | Parámetros climáticos promedio de Malinalco | Parámetros climáticos promedio de Malinalco | Parámetros climáticos promedio de Malinalco | Parámetros climáticos promedio de Malinalco | Parámetros climáticos promedio de Malinalco |
| Mes                                         | Ene.                                        | Feb.                                        | Mar.                                        | Abr.                                        | May.                                        | Jun.                                        | Jul.                                        | Ago.                                        | Sep.                                        | Oct.                                        | Nov.                                        | Dic.                                        | Anual                                       |
| ------------------------------------------- | ------------------------------------------- | ------------------------------------------- | ------------------------------------------- | ------------------------------------------- | ------------------------------------------- | ------------------------------------------- | ------------------------------------------- | ------------------------------------------- | ------------------------------------------- | ------------------------------------------- | ------------------------------------------- | ------------------------------------------- | ------------------------------------------- |
| Temp. máx. abs. (°C)                        | 38.7                                        | 38.2                                        | 39.5                                        | 37.8                                        | 38.0                                        | 38.8                                        | 39.2                                        | 36.6                                        | 38.3                                        | 37.2                                        | 36.9                                        | 38.9                                        | 39.5                                        |
| Temp. máx. media (°C)                       | 35.7                                        | 36.5                                        | 37.6                                        | 34.8                                        | 36.4                                        | 35.8                                        | 38.5                                        | 34.5                                        | 32.8                                        | 35.4                                        | 32.8                                        | 30.6                                        | 38.5                                        |
| Temp. media (°C)                            | 28.8                                        | 29.5                                        | 30.3                                        | 26.8                                        | 31.6                                        | 30.6                                        | 26.8                                        | 27.4                                        | 25.6                                        | 27.6                                        | 23.2                                        | 18.7                                        | 18.7                                        |
| Temp. mín. media (°C)                       | 12.7                                        | 18.7                                        | 24.3                                        | 16.8                                        | 21.3                                        | 20.1                                        | 16.9                                        | 15.8                                        | 14.8                                        | 15.4                                        | 13.4                                        | 8.4                                         | 8.4                                         |
| Temp. mín. abs. (°C)                        | 3.6                                         | 5.8                                         | 5.3                                         | 5.8                                         | 4.6                                         | 4.3                                         | 3.2                                         | 5.4                                         | 4.6                                         | 3.4                                         | 1.8                                         | 1.5                                         | 1.5                                         |
| Precipitación total (mm)                    | 99                                          | 109                                         | 122                                         | 140                                         | 150                                         | 150                                         | 156                                         | 150                                         | 130                                         | 100                                         | 98                                          | 89                                          | 1789                                        |
| Días de precipitaciones (≥ 1 mm)            | 7.8                                         | 13.3                                        | 15.5                                        | 17.6                                        | 18.6                                        | 20                                          | 19.6                                        | 13.3                                        | 12.2                                        | 10                                          | 9.8                                         | 7.8                                         | 189.6                                       |
| [cita requerida]                            |                                             |                                             |                                             |                                             |                                             |                                             |                                             |                                             |                                             |                                             |                                             |                                             |                                             |

## Historia
Es en la época del posclásico temprano y el inicio del tardío cuando se registran los primeros pobladores en este lugar. Antes de que fuera ocupado por un grupo culhua encabezado por Cuauhtepexpetlatzin ya había estado poblado con gente de raigambre matlazinca, quienes se asentaron tanto en dicho valle como en parte de la zona tarasca de Michoacán, y tal vez por los ocuiltecos; se cree incluso que su habla ya existía desde el año 600 d. C.
Los matlazincas tenían tres tipos de poblaciones: ceremoniales, como Calixtlahuaca y Malinalco; políticas, como Toluca, en donde residían las autoridades político-administrativas; y civiles, que incluían las cabeceras, las aldeas y las rancherías.
Los templos de Malinalco fueron construidos tras la conquista de los matlatzincas por parte de los mexicas en 1476, bajo el reinado de Axayácatl. Alrededor de 1486-1490, Ahuízotl ordenó a los canteros de Tenochtitlan que construyeran el sitio, para lo cual se utilizó, sobre todo, mano de obra forzada. Cuando los españoles llegaron a Malinalco, el sitio aún no se había terminado. El ejército de Cortés interrumpió los trabajos y las piedras fueron utilizadas más tarde por los frailes agustinos para construir el convento del pueblo de Malinalco.
Durante la conquista española Malinalco se rebeló así que Andrés de Tapia tuvo el encargo de hacerlos rendir junto con la gente de Ocuilan (después de la noche triste). La tierra recién pacificada se organizó en encomiendas así que en Malinalco las primeras fueron otorgadas a Cristóbal Rodríguez de Ávalos y a la Corona. Fue Cristóbal Rodríguez quien influyó en la tarea evangelizadora y apoyó para la edificación del convento.
Malinalco fue evangelizado por franciscanos y dominicos, finalmente se le designa a los agustinos en 1533.
Fue en Malinalco donde tuvo su estancia José María Morelos y Pavón el 8 de enero de 1813; en esta localidad firmó un documento donde se «ordena que se devuelva a México una carta del cabildo eclesiástico en la que éste pedía donativos para ayudar en la guerra peninsular contra los franceses».
Cumpliendo con los requisitos fue ratificado su ayuntamiento por el gobernador Melchor Múzquiz, según consta en la Memoria del 15 de febrero de 1826; de esta la fecha de erección del municipio de Malinalco corresponde al 1 de enero.
Después de la guerra de Reforma los jefes reaccionarios y gavillas siguieron peleando durante los primeros meses de 1861; como refugio tenían las montañas de Ocuilan y Malinalco.
Con la aplicación de las leyes de Reforma los edificios, propiedades eclesiásticas y demás pasaron a manos del estado por lo que en Malinalco los conventos agustinos continuaron funcionando a la comunidad, pero su dueño era ahora el estado.
Durante la Revolución, la proximidad de Malinalco con el estado de Morelos lo hizo partícipe de los embates revolucionarios y se unió al bando zapatista. Cuando las fuerzas de Emiliano Zapata irrumpieron en la zona, el 10 de abril de 1912 la gente de Malinalco se puso a las órdenes del general de división Genovevo de la O. Durante el periodo de Victoriano Huerta, Malinalco permaneció leal a las fuerzas zapatistas.
Bajo el Decreto número 128, siendo gobernador interino del estado, Antonio Zimbrón se aclara que Chalma pertenece a la municipalidad de OCUILAN y fue erigido como pueblo.
Por la pertenencia de sus pobladores, su infraestructura turística y hotelera, su impresionante zona arqueológica y su convento del siglo XVI, Malinalco fue declarado en el año 2010 Pueblo Mágico por la Secretaría de Turismo (Sectur).

### Primeros pobladores
En Malinalco se encuentra un sitio al que se le podría otorgar una temporalidad de 3000 a. C. Se encuentra ubicado en una cueva conocida como Chiquihuitero. Allí podemos encontrar instrumentos burdos, desechos de sílex tallado y obsidiana, al igual que instrumentos de molienda en basalto.: 102 
Existen pinturas, aparentemente prehispánicas, próximas a la cabecera municipal de Malinalco. Es difícil ubicarlas en una época determinada, pero se piensa que fueron realizadas por los cazadores-recolectores de una etapa temprana. Estas fueron realizadas sobre paredes rocosas sobre los cerros alrededor de la zona y en algunas otras partes del valle.: 103 
Se diferenciaron dos grupos de pinturas: el grupo 1, en el norte del cerro de los Ídolos; motivos antropomorfos estilizados (incluye la pintura conocida como “El Coyote”). El segundo grupo ubicado en la parte oriental del valle, se compone de motivos antropomorfos, que aparentan danzar, en posiciones variadas (pintura “Los diablitos”). Se han encontrado más ejemplo a los costados de la cumbre Matlatac, pero no se encuentran en buenas condiciones puesto que sus motivos han sido destruidos (por asociarse a prácticas contrarias a la religión cristiana).: 103 

### La Presencia de Teotihuacán en Malinalco
Teotihuacán conformó un predominio pluricultural compuesto por grupos procedentes de diferentes regiones de Mesoamérica (Oaxaca, área Maya, zona de la Huasteca, etcétera).: 105 
La expansión de Teotihuacán fue un proceso gradual al cual primero se incorporaron áreas adyacentes como el valle de Toluca, la región poblano-tlaxcalteca, Hidalgo, Morelos y finalmente otras regiones más lejanas de Mesoamérica.: 105 
En Malinalco se han encontrado 24 sitios con cerámica teotihuacana, lo cual confirma el interés de Teotihuacán en el valle como acceso a tierra caliente (Guerrero y Morelos). Los sitios de esta época están distribuidos de manera distinta que en otras regiones del Altiplano Central en general. Estos asentamientos se ubican en los cerros (de los 24 sitios, 13 se encuentran en esta zona).: 105 
Pareciera que los asentamientos habitacionales más importantes son los que se conocen como Acomulco y Acatonalco; no cuentan con arquitectura monumental, sin embargo, tienen una considerable extensión. Ambos sitios se localizan en la zona más fértil del valle, la zona sur.: 105 
“Resulta extraño que, aunque existen evidencias de una relación con Teotihuacán, no se hayan descubierto sitios con elementos arquitectónicos representativos de la gran urbe.” (“Historia General del Estado de México” 108). Las influencia teotihuacanas se observan solo en restos de vasijas. La relación con Teotihuacán no era estrecha lo cual sugiere que el interés era encontrar una vía de acceso hacia Guerrero. La mayor parte de los elementos encontrado pertenecen a la fase llamada Metepec, la última fase cultural del Clásico y no coincide con el apogeo de Teotihuacán.: 106 
No existían centros de jerarquías, sino sitios habitacionales dispersos, lo que hace suponer que la región obedecía el desarrollo del Altiplano Central.: 106 

### Guerra Florida
El pueblo del dios mexica Huitzilopochtli era el pueblo escogido por el Sol. Este fue el encomendado de abastecer al sol con su alimento, es por esto que para Huitzilopochtli, la guerra es una representación de culto y una actividad obligatoria. Lo anterior dicho, lo llevó a crear la Xochiyaoyotl, más conocida como la guerra florida, que a diferencia de las otras guerras tenía como objetivo principal obtener prisioneros para sacrificios al Sol. 
El prisionero es un ser humano perteneciente al pueblo que es escogido por el Sol, quien es su servidor y se debe hacer un guerrero que desde su nacimiento es preparado para la guerra sagrada (combate en el cual asistían los tlaxcaltecas, enemigo de los guerreros).
La Xochiyaoyotl fue pactada entre los pueblos de Tenochtitlán, Texcoco y Tlacopan, guerra desde sus orígenes orientada en contra del pueblo de Tlaxcala, en la cual participaba Cholula y Huejotzinco. Malinalco no era indiferente a dicha celebración, ya que la presencia de un temalácatl en el templo era perteneciente a los cuauhtli-ocelotl,y era empleado como sede para dicho evento. Dicho evento, daba como prueba que los cuāuhpipiltin o guerreros águilas y los guerreros jaguar u ocēlōpipiltin, eran parte fundamental de la Xochiyayotl, ya que proporcionaban presos para que estos lucharan sobre el temalácatl, el cual les proporcionaba la oportunidad de convertirse en mensajeros del Sol.

### Guerreros Águilas
Los guerreros águila eran la élite de los ejércitos mexicas, los más amados y respetados, estimados por los gobernantes o tlatoanis. Eran guerreros de la nobleza mexica que contaban con más privilegios y las máximas exenciones. Estos guerreros eran a quienes los tlatoanis arreglaban con armas y divisas, las cuales eran elegantes y ostentosas. Ningún consejo de guerra era llevado a cabo sin su consentimiento, es decir, las órdenes que ellos proporcionaban y ejercían no se contradecían y eran aceptadas por los tlatoanis. 
El amo y señor de los guerreros águila era el Sol, por lo cual honraban y cuidaban el templo solar con el respeto merecido. Finalmente, el Sol decidió nombrar a los guerreros águilas como caballeros de su orden. Estos caballeros proporcionaban señales a los reyes, las cuales servían como tareas que enaltecían sus grandezas. Su contraparte militar eran los plebeyos guerreros jaguar pero no menos diestros y valientes.

### Sacrificio al Sol
Los residentes se conocían por el gentilicio de malinaltecatl, que se encuentra ubicado cerca de Tecolhuacan, el cual es conocido como un pueblo solar que como actividad principal realizaba el sacrificio humano.
En el topónimo de Malinalco, se encuentran unos ojos estelares, estos ojos dan como referencia a los prisioneros que fueron sacrificados en el téchcatl (piedra que era utilizada en los sacrificios) para ser ofrendados al Sol, estos prisioneros al ser sacrificados se convierten en hombres estrellas los cuales alimentaron al Sol con sus vidas.

### SigloXX
El general Emiliano Zapata visitó el pueblo de Malinalco en algunas ocasiones, siendo acuartelado y protegido por los habitantes cuando se encontraba en el pueblo, allí se trataron algunos asuntos de reparto agrario y la posesión estratégica de Malinalco dentro del movimiento revolucionario. Muchos integrantes del Ejército Revolucionario de Sur eran civiles de Malinalco.

#### Arquitectura virreinal de Malinalco
El pueblo de Malinalco cuenta con 8 barrios principales cada uno con su capilla, en el centro se encuentra el convento de Malinalco fundado en el siglo XVI por frailes agustinos, en cuyas paredes y bóvedas se observan pinturas que representan la flora y fauna del municipio con una visión prehispánica.

#### Ornamentación de la época
En la zona arqueológica de Cuahutinchan está el centro ceremonial Cuahucali, una obra única labrada en piedra volcánica de una pieza a la que se llega subiendo 423 escalones. Considerado un recinto de elite militar, iban allí los combatientes que buscaban graduarse como guerrero águila y guerrero jaguar, los rangos más altos otorgados a los gobernantes o líderes de los ejércitos aztecas: desde la fachada y el interior se aprecian ornamentos con forma de serpiente, jaguar y águila, símbolos de esta cultura.

#### Arquitectura delsigloXVI
Malinalco es una pequeña población del sur de Estado de México, se localiza a 11 kilómetros de Chalma y cito este lugar porque es conocido por la mayoría de los mexicanos por ser uno de los centros de peregrinación más importantes del país, para visitar y ofrendad al Cristo negro que se venera allí.
En el centro de la cabecera municipal de Malinalco se yergue majestuoso el convento agustino del siglo XVI, sitio fundamental para logar el proceso evangelizador en esa zona que importaba sobre manera dado que, frente a esta construcción, en la parte superior de un cerro, se localiza uno de los espacios sacrificiales y santificados del México prehispánico que trataré en una segunda parte de este texto acerca de Malinalco.
Tecorrales
Malinalco se caracteriza por una serie de elementos arquitectónicos únicos que responden a su ubicación en un estrecho cañón. Entre ellos, destacan los numerosos muros de piedra seca que se encuentran por todo el pueblo. Conocidos como tecorrales, estos muros son ampliamente reconocidos como parte de la historia de Malinalco que se remonta a sus orígenes prehispánicos. Los muros funcionan de muchas maneras que son beneficiosas, incluido el control de la erosión y la creación de hábitat para la flora y la fauna. La palabra tecorral es una combinación de la palabra española "corral" con la palabra náhuatl "te". El prefijo "te" transmite una variedad de ideas que incluyen lugar y evoca una esencia, relacionada con la palabra "teotl". Es esta última palabra que transmite la encarnación sagrada del lugar lo que hace que los tecorrales en Malinalco sean tan importantes para apreciar la larga historia de la región y su conexión con Malinalxóchitl.
Aunque el diseño y la arquitectura de Malinalco siguen empleando muchos muros vernáculos distintivos, como adobe y piedras, la presencia histórica de los tecorrales originales le da al pueblo una calidad distintiva. Desafortunadamente, debido a la erosión natural y al cambio de actitudes sobre su importancia, los tecorrales restantes están en riesgo de desaparecer y necesitan una mejor protección.
Un ejemplo importante de cómo los tecorrales siguen siendo un aspecto importante de la cultura local es el centro comunitario de arte El Tecorral, que ofrece diversas clases para niños y adultos, así como un popular mercado verde los sábados. Bajo los auspicios de El Tecorral, el artista Nick Herman, con sede en Los Ángeles, junto con el artista  local Bernardo Orihuela han comenzado el proceso de mapeo de los tecorrales restantes como un primer paso en su protección. Se espera que esto se convierta en un proyecto continuo que vincule a las familias dentro del pueblo con su importante hogar histórico.

## Monumentos históricos de Malinalco

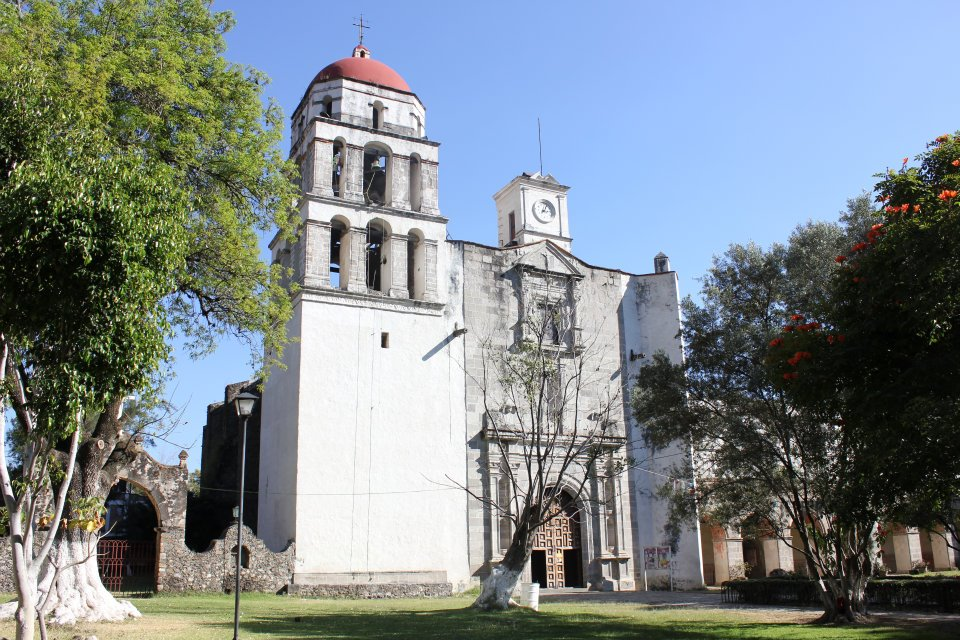
Convento de Malinalco.

En cuanto a la época prehispánica, el departamento de Monumentos: actualmente, Instituto Nacional de Antropología e Historia, comisiona a un arqueólogo, para que se encargue de los trabajos de exploración del sitio, el 23 de marzo de 1936. Se mencionan tres construcciones en el llamado "Cerro de los ídolos"; además de los monumentos de este, se han localizado y estudiado otros 35 sitios de vestigios arqueológicos en el municipio: Matlalac, Rincón de Techimalco, Rincón de San Miguel, Cerro Orquemel, Santa María Malinalco o Rincón del Pozo, Tozquihua, Cerro Ciriaco, Tlamantlán, Rincón del Cementerio, Potrerillo, Los Diablitos, Escuela Miguel Hidalgo, La Soledad y demás.
De la época colonial, tenemos el convento e iglesia del Divino Salvador en Malinalco; la capilla de Santa Mónica en la cabecera municipal; las capillas de San Nicolás Tolentino y Jesús María en el hoy pueblo de San Nicolás; las capillas suman un total de once; la hacienda de Jalmolonga, la más importante de la región del municipio actual de Malinalco y la iglesia del "Señor de Chalma".
En Malinalco también se encuentra un lugar especial para los que gustan de la arquitectura religiosa, el convento de San Agustín, fundado en 1540 por frailes agustinos y en cuya construcción trabajaron indígenas. Todo con el apoyo económico del encomendero Cristóbal Rodríguez de Ávalos. La planta baja del edificio conventual y la iglesia se construyeron al mismo tiempo, concluyéndose en 1560. Mientras que el claustro alto fue añadido aproximadamente en 1580. En la instalación de los recuadros trabajó el pintor de origen flamenco Simón Pereyns.
Con una fachada de estilo renacentista conocido como plateresco, en donde sobresalen cabezas de ángeles, rosetones y conchas adosadas a las bases de pilastras o a los frisos. En el convento se pueden observar tres programas pictóricos: el primero es una extensión de huertos y jardines, el segundo de estilo renacentista y por último el mensaje Cristológico con imágenes de la pasión. En los frescos del convento se pueden observar tres medallones con los símbolos de Jesucristo, María Reina del Cielo y el emblema agustino. En dichos frescos es posible identificar la flora y la fauna indígena de la época, especímenes nativos de los cuales algunos todavía crecen en la zona ecológica de Malinalco.

### Cerro de los Ídolos
Localizado en la cabecera municipal, el cerro de los Ídolos, con su impresionante arquitectura monolítica, es uno de los pocos ejemplos de este tipo de arquitectura en América. Se construyó sin el uso de la rueda ni herramientas metálicas sin aparentes fallas técnicas. (“Historia General del Estado de México” 97)
Las primeras exploraciones se realizaron en 1925 y en 1905 se hizo la primera descripción del lugar por el obispo Plancarte y Navarrete quien opinó que era un templo dedicado al dios del fuego, Xiuhtecuhtli.: 97 
"La Zona Arqueológica de Cuauhtinchán está ubicada en el “Cerro De Los Ídolos”, la zona fue descubierta en 1933. El templo principal Cuauhcalli es uno de los más famosos en el mundo por su carácter monolítico. Ha sido tallado enteramente en la roca con un gran espacio redondo en la cúspide, donde se reunían las órdenes de los Guerreros Águila y Jaguar para presenciar el sacrificio de un guerrero prisionero, el cual se convertiría en el mensajero del sol" La entrada de este espacio está esculpida en forma de una cabeza de serpiente que representa de manera simbólica al inframundo. Al interior se encuentran impresionantes esculturas de dos águilas y un jaguar extendido hermosamente tallados en la misma roca. Tras una de las águilas está un cuauhxicalli o vaso sagrado donde se colocaban los corazones de los sacrificados. La orientación del templo es el resultado de cálculos astronómicos precisos donde pueden apreciarse impresionantes fenómenos de luz.

### Zona arqueológica

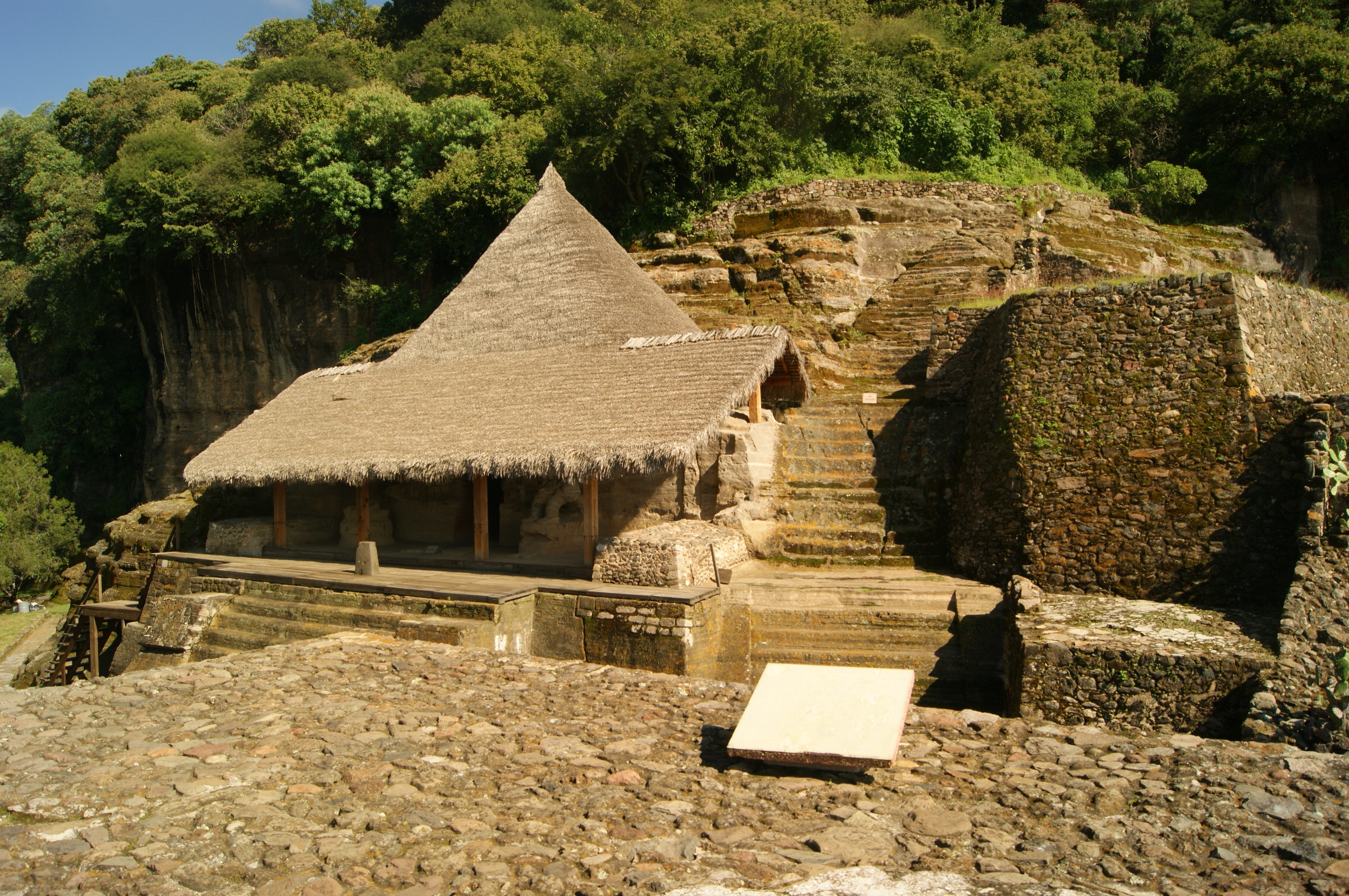
Zona arqueológica de Malinalco.

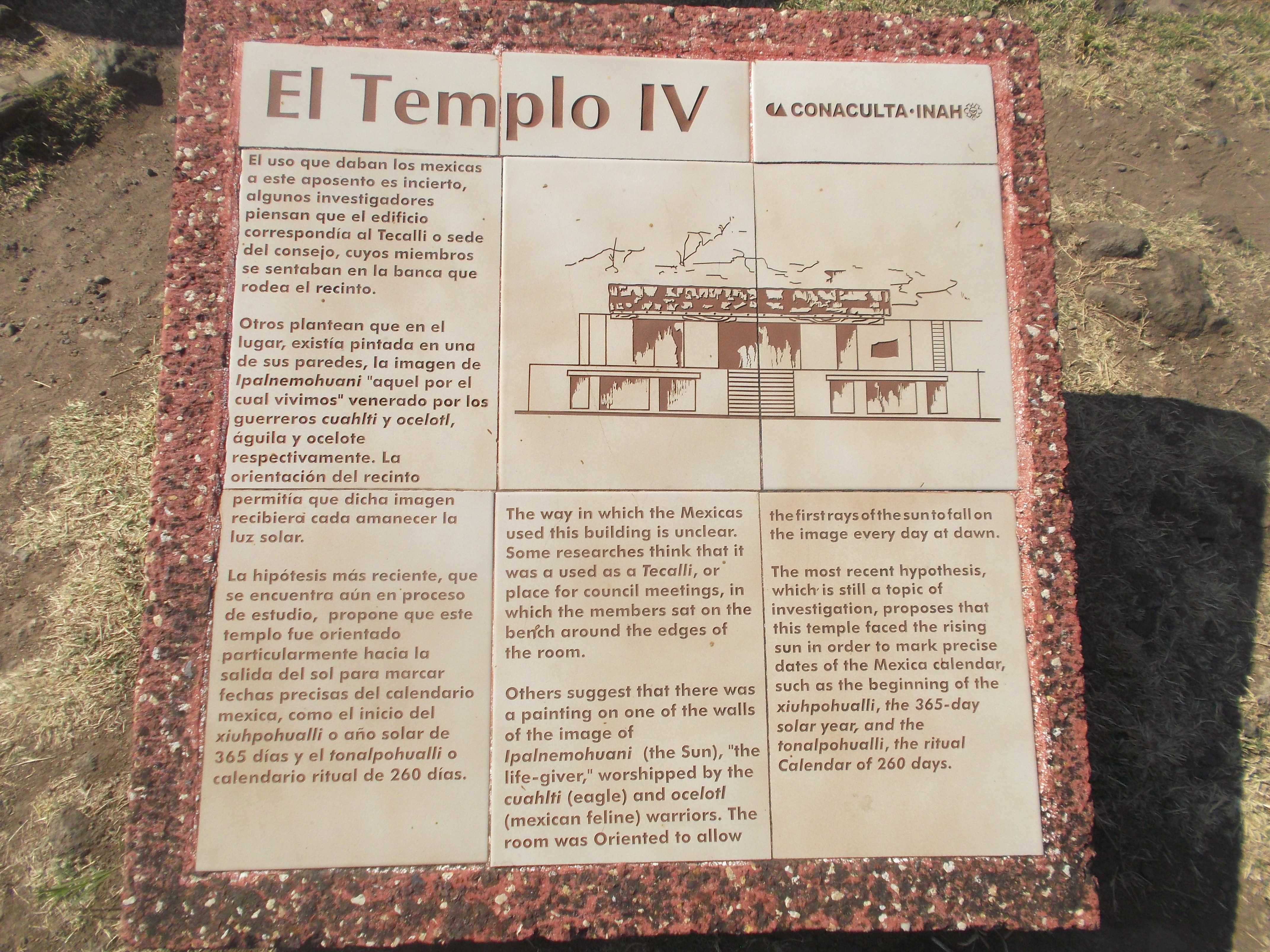
Zona arqueológica de Malinalco.

La zona arqueológica de Malinalco era donde se graduaban los guerreros águila y los guerreros ocelote: en él encontramos la estructura más importante llamada cauhcalli que significa casa de las águilas, es un monolito de piedra tallado sobre la roca misma de la montaña esta estructura se divide en 3 planos del universo inframundo, mundo terrenal y el supramundo.
El guerrero tenía que realizar un ayuno de 46 días para que al entrar al recinto pudiera hacer su autosacrificio tenía que vencer al Neol Yaolt que quiere decir guerrero de sí mismo para poder servir a su pueblo.
En él encontramos una puerta donde se pueden observar las fauces de una serpiente que está relacionada con Quetzalcóatl la serpiente emplumada se observa un tapete que es una lengua bífida donde el guerreo era devorado al entrar al templo que representaba la madre tierra para volver a renacer, se pueden observar 2 águilas con las alas abiertas y un ocelote que solo son las pieles ahí se sentaban los sacerdotes a presentar el autosacrificio del guerreo el cual se recostaba en un águila del centro que tiene las alas replegadas y el autosacrificio consistía en perforarse las extremidades pudiera ser con garra de águila punta de maguey o bien punta de obsidiana esta sangre era puesta en el vaso sagrado y era ofrendado al dios Ometeotl (el dios que todo lo puede y todo lo transforma, el dios de la dualidad): si el guerrero salía con vida podía tomar el nombramiento que el quisiera pudiendo ser el guerrero águila que representa el viento o el guerrero ocelote que representa la tierra.
El templo estaba policromado, es decir, tenía colores como si fuesen de oro y plata.
Hay algunas otras estructuras:
- El cinancalli que es a donde se incineraban a los guerreros que morían en batalla.
- El teocalli: casa de los dioses donde se podía ver el transcurso del clima
- El tecali: casa de consejo donde se ponían de acuerdo cuando saldrían en batalla o bien cuando un guerrero estaba preparado para iniciar con su formación.
- El temalacat: donde se peleaban con los guerreros cautivos.

La historia de Malinalco es sumamente antigua y se remonta a épocas prehispánicas al haber sido poblado por las culturas teotihuacana, tolteca, matlazincla y azteca. De estas dos últimas culturas, aún perdura una importantísima zona arqueológica, ubicado a la orilla de un precipicio de 125 metros de altura en la cima del cerro de los Ídolos al oeste del poblado.
A este lugar acudían los guerreros águila a realizar ritos esotéricos para su iniciación como guerreros aztecas. En este sitio arqueológico podemos localizar varias edificaciones, siendo la más sobresaliente, la "Casa de las Águilas y los Tigres", una pirámide-templo tallada directamente sobre la piedra de la ladera de la montaña. Este espacio alrededor de cuya puerta se encuentra representada la boca de una serpiente, simbolizaba para los guerreros prehispánicos las puertas del Mictlan o inframundo, donde tras entrar y realizar toda una serie de ceremonias y rituales mágicos, regresaban al mundo de los vivos convertidos en los legendarios guerreros águila de los ejércitos mexicas.
La riqueza arqueológica de Malinalco es abundante y por algo se ha constituido en uno de los yacimientos prehispánicos más relevantes del territorio mexiquense. Uno de los factores que más han ayudado a la consolidación de Malinalco en el mapa turístico mexicano, se refiere al fácil acceso que ofrece a los visitantes. La infraestructura carretera y de servicios turísticos con las que cuenta Malinalco y sus alrededores, hacen que sea muy sencillo visitar este mágico rincón del Estado de México toluca.

#### Recorrido
"La entrada al sitio se encuentra a pocas cuadras del zócalo del pueblo, subiendo hacia la montaña."
"Se entra al sitio a través del templo principal y su terraza, la cual está 100m por encima del piso del valle. El Edificio 6, situado a la derecha, iba a ser un templo circular pero nunca se terminó. A la izquierda se encuentra la Estructura 1, labrada por completo en la roca natural y alrededor de la cual hay desagües para protegerla de la lluvia. La escalera central de esta estructura está flanqueada por esculturas de dos jaguares, y hay una más en el centro. El templo principal, que se encuentra al final de la escalera, también posee otras esculturas, entre ellas la de un guerrero sentado sobre una serpiente."
"En la entrada se ven las fauces de una serpiente, que representan el monstruo de la tierra. Por ahí se pasa a una cámara circular circundada por una banqueta de piedra en la cual hay tres figuras: un jaguar y dos águilas. En el centro del piso esta un águila labrada delante de un hoyo en el que se colocaban ofrendas. Se supone que el lugar estaba completamente pintado con colores vivos."
"Enfrente del templo principal se encuentra la Estructura 2, de la cual se tomaron las piedras para construir el convento agustino. A la derecha de la Estructura 1 está la Estructura 3, también labrada en la roca. Ésta tiene un cuarto rectangular con un altar hundido; los muros de este cuarto estuvieron decorados con murales. Atrás hay una cámara redonda con otro altar hundido. Se cree que esta estructura se usó para la deificación de los guerreros muertos."
"Frente a la Estructura 3 está la 5, una plataforma circular muy deteriorada. Hacia la izquierda de la estructura 3 se llega a la 4, a través de una escalera y de dos puertas pequeñas que en un tiempo fueron sólo una. Esta construcción alberga otra cámara con un altar hundido. La Estructura 4 es el límite norte del sitio. Asimismo, en las laderas de las montañas pueden verse más estructuras y canales de desagüe."

#### Capilla de la soledad
Este edificio se ubica sobre la calle de Taxco, al extremo ser de la cabecera en una zona rica en manantiales y apantles. El atrio se encuentra bardeada y posee por acceso un arco de medio punto. Su portada se divide en dos cuerpos, el primero presenta la puerta de entrada enmarcada por un arco de medio y punto y este a su vez encuadrado por un arco de forma rectangular, decorada con motivos vegetales. El segundo cuerpo alberga en el centro la ventana coral de forma ovalada.
En el arco de entrada, sobre la clave del arco, se ubica la tallada de una asunción-coronación realizada en piedra. El remate de la fachada está formado por un marco mixtilíneo. La torre del campanario, ubicada del lado norte de la construcción, se compone por el cubo de la escalera, que presenta una ventana lobulada, y dos cuerpos de plata cuadrangular, los cuales ostentan vanos verticales terminados en arcos de medio punto, se corona esta construcción con una cúpula de base octagonal. Su planta es de cruz, el interior fue pintado recientemente por un artista local, su retablo posee características neoclásicas y en su interior se observan cuatro arcos que soportan la cúpula y se cubren con bóvedas de cañón de medio punto, en las pechinas de esta se colocan estrías. Este edificio posee siete ventanas, tres en la nave, una en la portada o fachada, dos en cada lado de la nave y cuatro en la cúpula.

#### Capilla de San Martín
Ubicada a unos 500 metros al sur del convento sobre la calle de la paz, con orientación tradicional este-oeste. El amplio atrio está limitado por una barda de piedra dentro de la que hay empotradas tallas que parecen formar una letra “M” entre un par de cordones que le sirven de renglón. La fachada se compone de dos cuerpos ordenados a partir de un eje vertical formado por la puerta y la ventana coral: la puerta de acceso es un arco de medio punto, flanqueado por un par de pilastras entre las que hay una talla vegetal que se extiende hasta el marco de la puerta. En este cuerpo también se observa una talla con datos de los mayordomos que en el siglo XVIII realizaron esta fachada. 
El segundo cuerpo está integrado por la ventana coral de forma rectangular enmarcada por dos pequeñas semicolumnas que sostienen un arco apenas insinuado, los motivos tallados también son vegetales. En el remate de la fachada hay una cruz de piedra.
En una de las hojas de puerta se puede ver la talla de san Martín Caballero dando la mitad de su manto al mendigo y en la otra hoja se observa un deteriorado personaje a caballo que aplasta la cabeza de otra criatura. También en las puertas del edificio se encuentra tallada la fecha de 1765 y el nombre de los mayordomos y mandones que costearon los gastos.

#### Capilla de Santa María
En ambos lados del primer cuerpo se distinguen un par de personajes que podrían representar a los naturales principales, con un atuendo tradicional del México antiguo y cuyo origen pudiera ubicarse en el mismo siglo de la conquista. Este asentamiento debió ser uno de los más antiguos del valle de Malinalco. No obstante, el edificio actual fue posterior. El campanario se ubica del lado norte corresponde a las características estilísticas del siglo XVII, como la composición de las basas de las pilastras de los vanos en el primer cuerpo, la decoración está basada en motivos vegetales y también se observan en las molduras que divide los cuerpos inferior y superior. La torre está compuesta por un cubo y sobre este, dos cuerpos y un remate: ambos cuerpos los integran arcos de medio punto que albergan las campanas. Se corona esta construcción con una cúpula y una linternilla. Al exterior sur de la fachada se ubican nichos de madera de espadaña que debieron contener las campanas antes que las torres del siglo XVII. 
El interior de la nave es iluminado por cinco ventanas distribuidas dos de cada lado y una en el coro, así como también otras ocho ventanas de menor tamaño en cada lado octagonal de la cúpula. Las pechinas de esta contienen pintura de las cuatro heroicas judías prefiguraciones de la virgen María: Bárbara, Judith, Abigail y Ruth.

#### Capilla de Jesús María
Este edificio se localiza a dos kilómetros al norte de la cabecera municipal. Al pie de la carretera que va hacia Toluca, su orientación es este-oeste. Posee un amplio atrio completamente bardeado al que se accede por su costa oriente mediante un arco. Sus características arquitectónicas ubican a esta construcción como procedente del último tercio del siglo XVIII. Su planta es en forma de cruz. Su fachada está compuesta por dos cuerpos y un ático, en el primero un arco de medio punto enmarca la puerta de entrada, este presenta en su clave la talla de una cruz que representa a Jesús y bajo esta una letra “M” que es el símbolo de María. La puerta está flanqueada por dos pares de pilastras decoradas con motivos vegetales, entre cada grupo de pilastras se encuentra una hornacina finalmente tallada. En el segundo cuerpo las pilastras son sustituidas por un par de estípites adosados que albergan hornacinas, en el centro se puede ver un óculo abocinado y con cuatro grandes lóbulos: el ático está ocupado por un nicho. La fachada en su conjunto está rematada por una cornisa mixtilínea.
La torre del campanario se divide en dos. Primero se encuentra el cubo de la escalera sin decoración y, sobre este, el cuerpo formado por vanos donde se albergan las campanas. Las bases de estos arcos se constituyen con semicolumnas salomónicas, decoradas con tallas de motivos vegetales. Otro elemento digno de mención es el entablamento, este tiene una representación del lado oriente de rostro pequeño que sostiene una rama con hojas en la boca. También pueden distinguirse interesantes tallas con pelícanos pinchándose el pecho en una clara alusión cristológica que nos recuerda la pintura localizada en el descanso de la escalera del convento agustino de San Salvador.
El interior cuenta con un retablo neoclásico que alberga cuatro imágenes, del lado derecho, San José, la Purísima Concepción, la Crucifixión y una cruz de madera, en la pared lateral se observa un cuadro de la Virgen de Guadalupe.

#### Capilla de San Pedro
Cuenta con dos entradas, una al oriente y la otra al norte, contando con una barda que la rodea. En la entrada norte se podía ver una figura que parece la cabeza de un jaguar, empotrada en el muro del atrio en el cual se encuentran flores y figuras geométricas que se encuentran en otras capillas.
Tiene una fachada sencilla, sin decoración con un eje vertical formado por la puerta de entrada en forma de un arco de medio punto y la ventana coral rectangular; la pared norte cuenta con tres contrafuertes que la refuerzan, en el muro contrario donde se encuentra la sacristía (solo hay una).
Esta capilla al igual que las otras fue construyéndose por periodos por lo cual la primera cimentación fue de materiales perecederos que darían paso a la construcción más fuerte como los contrafuertes pertenecientes al siglo XVII. La torre del campanario se compone de dos cuerpos y una cúpula, primero se tiene el cubo de las escaleras que es de la altura de la capilla, el primer cuerpo está integrado por vanos de medio punto que albergan las campanas, el último es de forma octagonal y sirve de base para la cúpula.

#### Capilla de San Juan
Se localiza al norte del convento de San Agustín, con una orientación este-oeste, actualmente el edificio está rodeado por casas y a sus espaldas pasa por una pequeña corriente de agua temporal.
Su atrio tiene una barda sobre los cuatro extremos y la entrada se encuentra enmarcada por dos arcos: uno al oriente y otro al norte, también en el atrio pueden observarse lápidas de la primera mitad de siglo.
La composición de la fachada parte de un eje vertical en el que se encuentra la puerta en forma de arco de medio punto, la ventana coral, la cornisa y el remate. Flanqueando el acceso se empotraron dos placas talladas que representan a San Juan Bautista y San Juan Evangelista. Estas dos estatuas representan a los dos santos que anuncian la primera y segunda venida de Cristo.
La torre ubicada al norte del conjunto está integrada por un cubo y dos cuerpos donde se construyeron vanos que contienen las campanas y se remata de manera campaniforme. El cuerpo es un solo espacio rectangular dividido en tres: coro, nave y presbiterio. La puerta de madera de la capilla tiene la talla de ambas advocaciones de San Juan.
Esta capilla tiene dos advocaciones: primero está San Juan Bautista, que predicó la venida del Mesías y murió degollado por orden de Herodes Antipas. Este santo fue uno de los preferidos por evangelizadores e indígenas durante el siglo XVI por su característica de impartir el bautismo. El segundo es San Juan Evangelista, considerado el autor de uno de los evangelios y el libro de Apocalipsis.

#### Capilla de San Andrés
Está ubicada a dos cuadras de la capilla de la Soledad y muy cercana también a la dedicada a San Pedro. Su orientación es la tradicional de este-oeste, el espacio de su atrio se encuentra bardeado. Indudablemente esta capilla posee una de las construcciones más modestas.
Su planta casi cuadrangular sostiene un sencillo techo de teja de dos aguas. La pared norte esta reforzada por dos contrafuertes. La composición de la fachada está realizada sobre un eje vertical que alinea la puerta y la ventana coral, la cual esta clausurada y ahora se convirtió en un nicho. Su puerta es un arco de medio punto sostenido por un par de pilastras que le dan un carácter clásico.
Al no contar con torres el edificio parece más pequeño que las otras capillas. Sus campañas se sostienen en soportes de piedra y vigas. La planta del edificio se divide en coro, feligresía y presbiterio, al igual que las otras capillas. Su interior de altos muros y techo de teja a dos aguas, apenas cuenta con una ventana al lado norte, característica que limita la luminosidad interna

#### Capilla de Santa Mónica
Al contrario de la mayoría de las capillas, ésta se orienta oeste-este mirando de frente el convento agustino de San Salvador; al parecer esta ubicación se debe a la relación del paganismo al futuro obispo de Hipona. Por lo tanto, no es extraño que este edificio se encuentre al pie del cerro de los Ídolos -donde se encuentra la antigua ciudadela y su centro ceremonial durante el dominio Mexica de esta población-, al que la capilla da la espalda. El pequeño atrio está rodeado por una sencilla reja y su fachada principal se compone de tres elementos, la torre del campanario, la portada y un contrafuerte. Su fachada se encuentra inscrita en un arco de medio punto rebajado y consta de dos cueros reducidos; la clave del arco contiene una pequeña talla de Santa Mónica, la cual aparece con los brazos abiertos y pareciera recibir a los visitantes. El segundo cuerpo alberga la ventana coral de forma mixtilínea entre las claves de la puerta se localiza una figura de cuatro brazos, rostro redondo y expresión sonriente, que de acuerdo a los vecinos podría representar a San Agustino o también al arcángel San Miguel de cuatro alas, que también es venerado en esta capilla.
Las capillas de los arcos albergan decorados en argamasa y motivos vegetales a modo de anagramas, la construcción de este edificio fue realizada en varios periodos. En la fachada existen características constructivas del siglo XVIII, por ejemplo, el contra fuerte de planta circular que contiene a la portada por el lado norte, el remate de la torre del campanario entre otros; aunque seguramente el establecimiento original debe proceder de principios del siglo XVII: La torre del campanario es de un solo cuerpo sobre el cubo de la escala y está constituido con arcos de medio punto que forman los vanos que albergan las campanas. El remate de la torre es una cúpula de base circular sin adornos y coronada por una cruz.
La torre del campanario es de un solo cuerpo el cubo de la escalera y está construido con arcos de medio punto que forman los vanos que albergan las campanas. El remate de las torres es una cúpula de base circular sin adornos y coronados por una cruz. En el interior se observa un retrato de característica neoclásica propiamente del siglo XIX y se pueden observar imágenes de la Virgen de Guadalupe, San Juan, la Purísima Concepción; en el lado sur se encuentran imágenes de San Agustín y una de Santa Mónica, así como dos esculturas de talla reciente que representan a Santa Mónica y la otra a San Agustín, quien carga en la mano izquierda de modelo de la capilla.

#### Capilla de San Guillermo
Esta capilla se ubica en la esquina de las calles Río Grijalva y José María Morelos al sur del Convento Agustino de San Salvador conserva su orientación tradicional este-oeste. En el arco de entrada al atrio se observa una tallada en piedra con el escudo de los agustinos. Su atrio, al igual que otras capillas de barrio fueron utilizadas como cementerio y hoy todavía podemos localizar lápidas. Una de ellas, por ejemplo, fechada en 1898. La portada parte de un eje central integrado por la puerta y ventana coral dividiendo así simétricamente por dos nichos vacíos, en la clave de arco de la puerta existen rastros de una imagen hoy desaparecida, seguramente del Santo Patrono. La ventana coral también cuenta con un nicho de cada lado, igualmente, desocupados.
Del lado norte se observan tres contrafuertes sosteniendo la pared, uno en la nave y dos en el presbiterio. Una característica particular de este edificio es que la torre se encuentra separada del resto de la construcción. La torre está conformada por el cubo de la escalera y dos cuerpos. El cubo de la escalera carece de adornos, el primer cuerpo posee una altura considerable y está constituido por cuatro arcos alargados que forman los vanos para albergar las campanas. El segundo cuerpo sigue la misma lógica que el anterior es una pequeña cúpula coronada por una cruz de concreto.
El interior de la nave está dividido en coro, feligresía y presbiterio; el retablo presenta características neoclásicas, donde se albergan las imágenes de San Guillermo, Santo Tomás apóstol, una Crucifixión y la Virgen de Guadalupe. Las paredes del resino son de color blanco y están pintadas columnas para ello se usan colores amarillos y azules, características que comparte con las capillas de San Andrés, San Martin y la nave del propio convento agustino de la localidad. 

#### Capilla de San Sebastián
Ubicada a cinco kilómetros al norte de la cabecera, la orientación de su planta es la tradicional de este-oeste. Su fachada tiene forma de arco de medio punto, y su principal característica es la sencillez, pues no presenta decoración o tallas. Se compone de un eje central que parte de la puerta de entrada a la ventana coral, esta última de forma cuadrada; curiosamente, en la clase de la fachada se encuentra un reloj marcando la una con cuarenta minutos.
Tiene un techo de dos aguas con madera y tejas, del lado sur el presbiterio se conecta con la sacristía, la cual seguramente fue agregada posteriormente; no obstante, este agregado no rompe con la armonía de la constricción. Su plata es rectangular y las paredes de piedra a la vista dos contrafuertes en el lado oeste. La torre se conforma de un solo cuerpo, aunque primariamente se alza el cubo de la escalera sin ninguna decoración, posteriormente se levanta cuatro vanos de medio punto que albergan las campanas. Cabe aclarar que la altura de este cuerpo no supera por mucho el resto del edificio. La torre se remata con una cúpula de planta circular coronada por una cruz de concreto, en la imposta de su primer arco se lee la leyenda “marzo de 1941”.
La nave del edificio se divide en coro, nave y presbiterio, al igual que todas las capillas de barrio. La iluminación del edificio a cargo de una ventana coral y dos más a lo largo del cuerpo iluminan la nave. En el interior se ubica un retablo de características neoclásicas que alberga en sus nichos de izquierda a derecha a Santa Elena, San Sebastián, San Bartolomé y San Fabián. 
Esta capilla tiene como santo patrono a San Sebastián, quien según la tradición nació en Narbona en el año 250 y murió en Roma en el 288 d. C., este personaje era un oficial de la guardia pretoriana y fue un cristiano converso matizado con saetas. Su fiesta patronal es el 20 de enero.

## Gastronomía

El clima de Malinalco, favorece la abundancia de frutas todo el año.

El maíz es la materia base para los platillos que ofrece Malinalco, además de ingredientes de su entorno como frutas y animales como la rana y la iguana, la trucha al estilo Malinalco, nieves de diferentes sabores, en la zona sur se produce un excelente mezcal, y en el norte podemos encontrar productos como el pulque.
Dada su categoría de pueblo mágico, la infraestructura y servicios al turista es muy completa y con un amplio rango de opciones, desde comida tradicional, antojitos, hasta cocina internacional, pizza y antojos

## Los sitios más relevantes para visitar

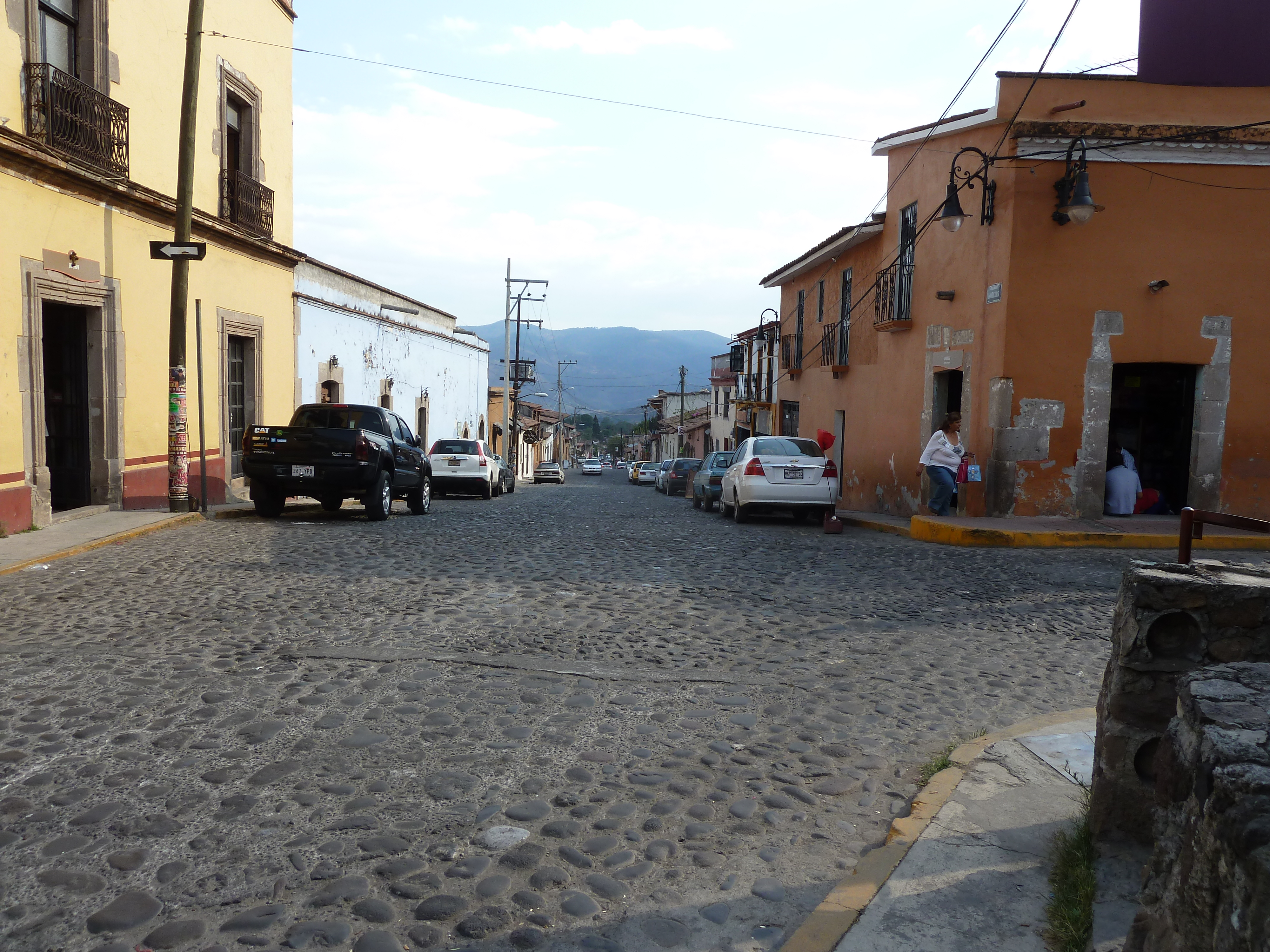
Centro histórico de Malinalco.

Capilla del barrio de San Martín.

1.- Museo Universitario "Luis Mario Schneider": es un lugar que podría denominarse como el museo de sitio de Malinalco (aunque no lo es en sentido estricto), allí encontrarás una sucesión cronológica de los hechos históricos más importantes de Malinalco, amen de que muestra algunas de las más importantes tradiciones del lugar, en sus colecciones cuenta con piezas que dan cuenta del paso de la cultura Mexica por el lugar, cuenta con una sala de exposiciones temporales que ofrece interesantes muestras de diversa índole, resulta especialmente relevante para las personas interesadas en los aspectos culturales de Malinalco.
2.- Museo vivo: se trata de un espacio glocal, ameno y vinculante concebido como una cápsula de conservación y un sentidero de naturaleza que mediante un concepto museístico poco tradicional pero con bases científicas incentiva el uso de los sentidos para percibir de manera diferente a los seres vivos y al mismo tiempo apoyar su conservación; en esencia es un sitio que brinda experiencias construidas a partir de la biodiversidad poco común, de su utilidad y de las emociones que esta provoca; se trata del único concepto de "Museo vivo" en México.
3.-Casa de cultura "Malinalxochitl": es un espacio bajo la tutela del H. Ayuntamiento en donde se muestran y desarrollan las actividades culturales del municipio, allí podrás ver exposiciones temporales y observar directamente el trabajo de los maestros artesanos que dan vida a la artesanía de Malinalco por excelencia: la talla en madera.
4.-Centro Cultural Universitario "Luis Mario Schneider": la que antes fuera residencia del Dr. Luis Mario Schneider, hoy es un centro cultural administrado por la Universidad Autónoma del Estado de México donde se realizan estudios de Filología y está abierto al público en general. La biblioteca personal del Dr. Schneider cuenta con más de 17 000 libros en su gran mayoría de literatura latinoamericana. Se encuentra ubicado en la "Finca El Olvido" situada en la carretera Malinalco-Chalma s/n, barrio San Juan.
5.- Zona arqueológica Cuauhtinchan
Está ubicada en el cerro de los Ídolos, uno de los sitios más importantes para los aztecas, centro ceremonial donde se graduaban los guerreros Águila y Jaguar. Para llegar basta subir caminando sus más de 400 escalones y así poder apreciar este conjunto arquitectónico, que en parte está tallado sobre la roca madre del cerro, siendo esta característica que lo hace el único templo monolítico en el mundo occidental.
6. El Tecorral Casa Comunitaria
La casa El Tecorral es un lugar emblemático por ser una de las casas más antiguas de Malinalco, testigo de acontecimientos importantes y devenir cotidiano del pueblo y sus transformaciones; un espacio amplio, con su patio, áreas disponibles para cafetería y tienda, sus salones de usos múltiples, oficinas, cocina, taller y su huerta de traspatio.

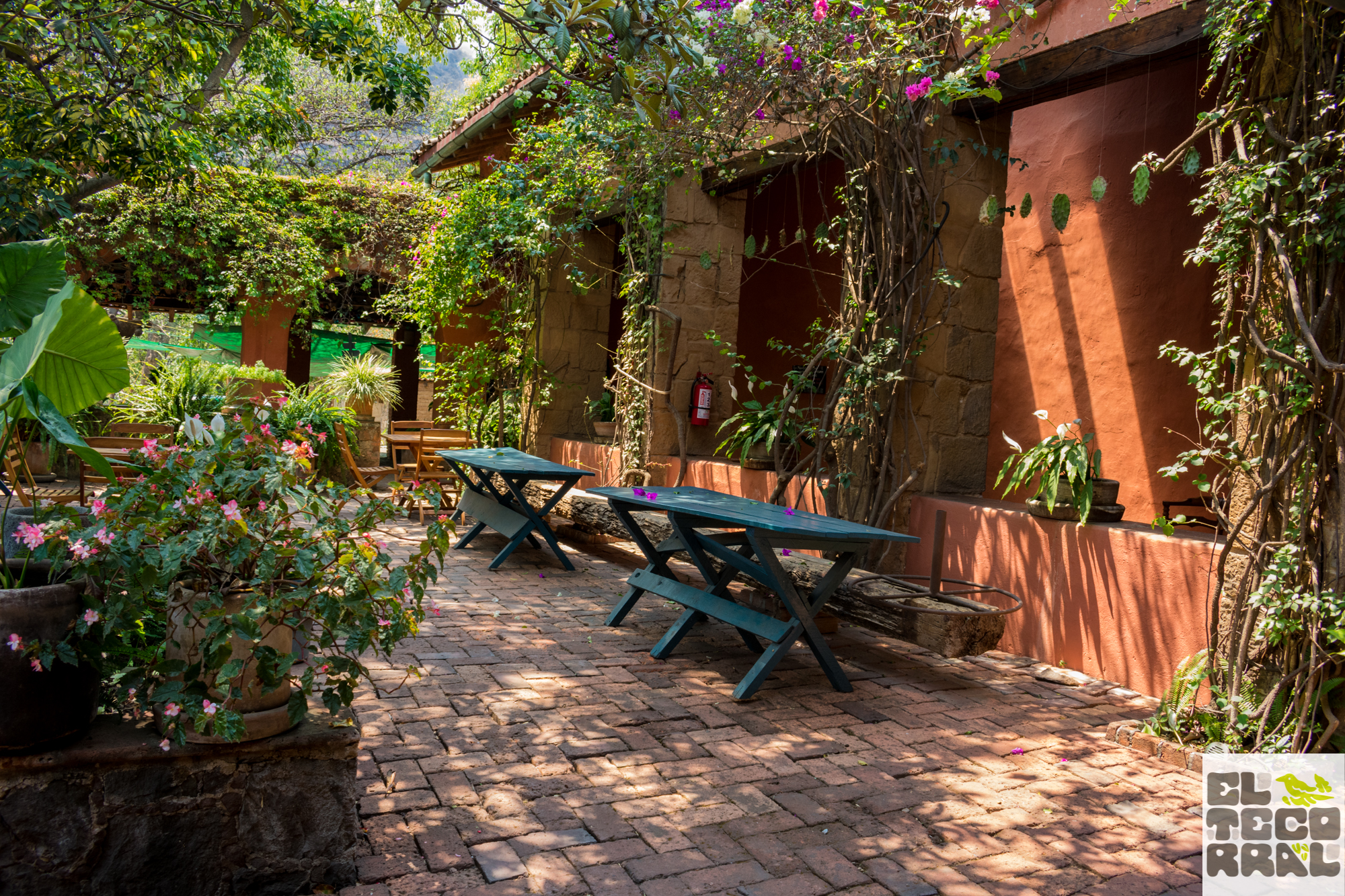
Una casa con historia

El Tecorral se compone de dos palabras: ‘tetl’ que significa piedra en náhuatl y corral: corral de piedra. Un Tecorral es una estructura fuerte que sostiene, ayuda para que la tierra no se erosione, pero también protege y es guarida de sistemas vivos, hogar de una vasta cantidad de especies de animales y plantas.
En congruencia con esta metáfora, los espacios de El Tecorral son espacios abiertos, inclusivos y comunitarios. 
El proyecto El Tecorral es un lugar vivo y propositivo, un espacio de reflexión, investigación, creatividad, arte y acciones comunitarias regenerativas, donde las personas, las ideas y los proyectos se encuentran y se transforman; un espacio de aprendizaje donde podemos conocer, aportar y transformar ideas. 
En el Tecorral puedes encontrar talleres de artes y oficios, eventos culturales, la biblioteca comunitaria y un mercado agroecológico los sábados.

## Usos y costumbres

Chinelos en los festejos en honor al Divino Salvador.

Los habitantes practican antiguas ceremonias utilizando hongos alucinógenos como medio para sanar, los chamanes o curanderos los utilizan con frecuencia sobre todo en épocas de lluvia cuando estos abundan en esa zona, los niños más pequeños son los encargados de la recolección de dichos hongos ya que para las ceremonias se cree que solo ellos y las doncellas son tan puros para no contaminarlos y poder ser utilizados como medio de curación, la ingesta de estas especies actualmente es objeto de investigación en diferentes áreas.
Semana Santa en Malinalco
En Malinalco se tienen varias tradiciones durante todo el año, una de estas tradiciones es la representación de la Semana Santa, que junto con el apoyo de los párrocos del ex-convento agustino se lleva a cabo.
Todo empieza con la bendición y procesión de los ramos, esta emotiva procesión se lleva a cabo en alguna de las 8 capillas del pueblo hacia el ex convento agustino, hombres cargan una anda grande de madera donde figuras de los 12 apóstoles y la figura de Jesús están colocadas sobre esta mesa, la gente acompaña con ramos hechos de palma.

### Celebraciones
Las más importantes son:
- Virgen de la Candelaria (2 de febrero)
- Semana Santa (marzo-abril)
- San Juan (24 de junio)
- Divino Salvador (6 de agosto)
- Asunción de la Virgen María (15 de agosto)
- Virgen de los Dolores (15 de septiembre)
- Virgen de Guadalupe (12 de diciembre)